# Centromerus subcaecus
Centromerus subcaecus là một loài nhện trong họ Linyphiidae.
Loài này thuộc chi Centromerus. Centromerus subcaecus được Wladislaus Kulczynski miêu tả năm 1914.